# Chekunovka
Chekunovka (en ruso: Чекуновка) es un jútor del raión de Kushchóvskaya del krai de Krasnodar, en Rusia. Está situado en la orilla derecha del río Kugo-Yeya, afluente del Yeya, 22 km al noroeste de Kushchóvskaya y 181 km al norte de Krasnodar, la capital del krai. Pertenece al municipio Novomijáilovskoye. Disponía de una población de 11 habitantes en 2010.